# 戸沢正勝
戸沢 正勝（とざわ まさよし）は、出羽新庄藩の第4代藩主。

## 生涯
享保7年（1722年）5月3日（『寛政重修諸家譜』では享保4年（1719年））、第3代藩主・正庸の三男として新庄で生まれる。父の養子だった正成が死去したため、享保19年（1734年）12月に世子に指名され、享保20年（1735年）12月に従五位下、下野守に叙任する。元文2年（1737年）12月6日、父の隠居により家督を継ぎ、上総介に遷任する。この時、弟の正諶に7000石を分与している。
延享2年（1745年）8月14日に死去した。享年24（または27）。子が無く、正諶が養子として跡を継いだ。

## 系譜
父母
- 戸沢正庸（父）

正室
- 大久保忠胤の養女 - 安藤信尹の娘

養子
- 戸沢正諶 - 実弟